# Чермна (Малопольське воєводство)
Чермна (пол. Czermna) — село в Польщі, у гміні Шежини Тарновського повіту Малопольського воєводства.
Населення — 1782 особи (2011).
У 1975-1998 роках село належало до Тарновського воєводства.

## Демографія
Демографічна структура станом на 31 березня 2011 року:
|          | Загалом | Допрацездатний вік | Працездатний вік | Постпрацездатний вік |
| -------- | ------- | ------------------ | ---------------- | -------------------- |
| Чоловіки | 892     | 208                | 580              | 104                  |
| Жінки    | 890     | 200                | 480              | 210                  |
| Разом    | 1782    | 408                | 1060             | 314                  |